# Stajićevo
Stajićevo (serbisch-kyrillisch Стајићево, ungarisch Óécska) ist ein Ort im serbischen Banat und gehört zum Verwaltungsgebiet der Stadt Zrenjanin.

## Geschichte
Stajićevo wurde um 1922 von Siedlern umliegender Ortschaften gegründet. Der Ortsname beruht auf den Nachnamen eines orthodoxen Priesters namens Stajić aus dem nahegelegenen Taraš, der als Gründer des Orts gilt. Bis 1925 wurden rund 200 Häuser errichtet, in denen rund eintausend Personen lebten.

## Demografie
Nach einer Zählung aus dem Jahr 2002 leben im Ort Stajićevo 1599 volljährige Personen, deren Altersdurchschnitt bei 38,8 Jahren liegt (37,6 bei den männlichen und 40 bei den weiblichen Einwohnern). In 627 Haushalten leben durchschnittlich 3,19 Personen. Statistiken aus dem Jahr 2002 weisen eine serbische Mehrheit und einen leichten Abfall der Einwohnerzahl auf.
| Bevölkerungsentwicklung |           |
| Jahr                    | Einwohner |
| 1948                    | 1133      |
| 1953                    | 1229      |
| 1961                    | 1413      |
| 1971                    | 1607      |
| 1981                    | 1993      |
| 1991                    | 2058      |
| 2002                    | 1992      |